# Militair Hospitaal Koningin Astrid
Het Militair Hospitaal Koningin Astrid of kortweg MHKA is het ziekenhuis van de Belgische krijgsmacht. Het bevindt zich in het Kwartier Koningin Astrid aan de Bruynstraat te Neder-Over-Heembeek (Brussel).
Het Militair Hospitaal Koningin Astrid is een groot en ruim opgezet ziekenhuis. De gangen zijn zeer breed, vele gewonden en brancards zouden er neergezet kunnen worden. Ook de onderzoeks- en behandelkamers zijn buitengewoon groot. Deze ruime opzet is speciaal bedoeld voor rampen en militaire noodsituaties. Zo werd het ziekenhuis gebruikt na de Switelbrand (1994), de treinramp in Buizingen (2010), de tsunami in Fukushima (2011), de aanslagen van 22 maart 2016 en de coronacrisis (2020).
Naar aanleiding van de coronapandemie werd het ziekenhuis gebruikt als vaccinatiecentrum.

## Taken
In het dagelijks leven wordt het ziekenhuis hoofdzakelijk als brandwondencentrum gebruikt. Door deze specialisatie, en de besparingen in de medische component van het Belgisch leger kan het niet langer als algemeen ziekenhuis gebruikt worden.
Het MHKA heeft drie kerntaken:
- Het ondersteunen van Belgische militaire operaties door het beschikbaar stellen van gespecialiseerd personeel en medisch materiaal.
- Het evalueren van de medische geschiktheid van het personeel van Defensie.
- Het aanbieden van hulp aan de bevolking van de natie.

In het MHKA is ook het Belgisch Museum voor Radiologie gevestigd.

## Geschiedenis
Eind jaren '60 van de 20e eeuw was men ervan overtuigd dat door de constante evolutie van de medische technieken het militair hospitaal van Brussel in de Kroonlaan in Elsene dringend aan modernisering toe is. Door een voortdurend tekort aan kredieten worden moderniseringswerken uitgesteld. 
In 1972 werd in het kader van het "Domaniaal Renovatieplan" beslist om een volledig nieuw militair ziekenhuis op te richten op een terrein van 40 hectare in de Brusselse deelgemeente Neder-Over-Heembeek. Het terrein net naast Brusselse Ring, die toen nog aangelegd moest worden, zou zorgen voor een goede bereikbaarheid vanuit de rest van het land. Het nieuwe complex zou tegelijk het Psychiatrisch Centrum, het Recruterings- en Selectiecentrum (CRS) en de Scholen van de Gezondheidsdienst samenbrengen. 
In 1980 kon de verhuis worden voltooid en werd het Kwartier Koningin Astrid geopend. Zo'n twee jaar later werd op de terreinen naast het hospitaal gestart met de bouw van een nieuw gebouw voor de vestiging van het Centrum voor Recrutering en Selectie (CRS).  Sinds 2017 worden deze gebouwen niet meer gebruikt.
Na de terugtrekking van een groot deel van de Belgische strijdkrachten in Duitsland en de reorganisatie van Defensie in 1990 bezat de Medische Dienst van de Krijgsmacht enkel nog dit hospitaalcentrum, drie poliklinieken in Luik, Antwerpen en Oostende en veertien territoriale medische centra. Sinds 1993 onderging ook het MHKA hierdoor een metamorfose.
In 1991 is het MHKA het eerste Belgische ziekenhuis waar een multiplace-kamer voor hyperbare zuurstoftherapie geplaatst wordt.
Vanaf november 1996 bevindt het Antigifcentrum zich in het MHKA.
Op 17 juni 2009 is het nieuwe brandwondencentrum geopend. Het is met een oppervlakte van ongeveer 10.000m² een van de grootste en modernste brandwondencentra in Europa.

## Het hospitaal en corona
Op 18 december 2020 raakte via minister van Defensie Ludivine Dedonder bekend dat het militair hospitaal koningin Astrid zal worden ingezet als vaccinatiecentrum tegen het coronavirus. Men verwacht 1000 mensen per dag te kunnen inenten. Defensie stelt verder tien mobiele vaccinatieploegen ter beschikking.